# Ujung Gurap
Ujung Gurap is een bestuurslaag in het regentschap Padang Sidempuan van de provincie Noord-Sumatra, Indonesië. Ujung Gurap telt 828 inwoners (volkstelling 2010).